# Чернетчинский сельский совет (Магдалиновский район)
Чернетчинский сельский совет (укр. Чернеччинська сільська рада) — входит в состав
Магдалиновского района
Днепропетровской области
Украины.
Административный центр сельского совета находится в 
с. Чернетчина.

## Населённые пункты совета
- с. Чернетчина
- с. Мусиенково